# Ewa Różańska
Ewa Różańska (ur. 22 grudnia 2000) – polska lekkoatletka specjalizująca się w konkurencjach rzutowych.
Karierę międzynarodową rozpoczęła w 2015 roku od startu w letnim olimpijskim festiwalu młodzieży Europy w Tbilisi, podczas którego zajęła 17. miejsce w eliminacjach pchnięcia kulą. Rok później, ponownie w stolicy Gruzji brała udział w mistrzostwach Europy juniorów młodszych, gdzie zajęła 8. miejsce w pchnięciu kulą oraz 10. miejsce w rzucie dyskiem. W 2017 w Nairobi podczas mistrzostw świata juniorów młodszych zajęła 6. miejsce w pchnięciu kulą i 8. miejsce w rzucie dyskiem. W 2019 roku startowała w mistrzostwach Europy juniorów, podczas których zajęła 6. miejsce w pchnięciu kulą oraz 13. miejsce w eliminacjach rzutu młotem. W 2021 zajęła 7. miejsce w rozgrywanych w Tallinnie młodzieżowych mistrzostw Europy w konkurencji rzutu młotem.
W 2022 została wicemistrzynią Europy w rzucie młotem.
Dwukrotna młodzieżowa mistrzyni Polski w rzucie młotem oraz młodzieżowa mistrzyni Polski w pchnięciu kulą.
Reprezentantka Polski w pucharze Europy w rzutach.

## Rezultaty
| Rok  | Impreza                               | Miejsce   | Konkurencja                    | Pozycja           | Wynik |
| ---- | ------------------------------------- | --------- | ------------------------------ | ----------------- | ----- |
| 2015 | Olimpijski festiwal młodzieży Europy  | Tbilisi   | pchnięcie kulą (3 kg)          | el. – 17. miejsce | 12,81 |
| 2016 | Mistrzostwa Europy juniorów młodszych | Tbilisi   | pchnięcie kulą (3 kg)          | 8. miejsce        | 15,81 |
| 2016 | Mistrzostwa Europy juniorów młodszych | Tbilisi   | rzut dyskiem                   | 10. miejsce       | 41,93 |
| 2017 | Mistrzostwa świata juniorów młodszych | Nairobi   | pchnięcie kulą (3 kg)          | 6. miejsce        | 15,79 |
| 2017 | Mistrzostwa świata juniorów młodszych | Nairobi   | rzut dyskiem                   | 8. miejsce        | 45,31 |
| 2019 | Mistrzostwa Europy juniorów           | Borås     | pchnięcie kulą                 | 6. miejsce        | 15,32 |
| 2019 | Mistrzostwa Europy juniorów           | Borås     | rzut młotem                    | el. – 13. miejsce | 58,80 |
| 2021 | Puchar Europy w rzutach               | Split     | pchnięcie kulą (U-23, grupa A) | 4. miejsce        | 15,36 |
| 2021 | Puchar Europy w rzutach               | Split     | rzut młotem (U-23, grupa B)    | 1. miejsce        | 67,46 |
| 2021 | Młodzieżowe mistrzostwa Europy        | Tallinn   | rzut młotem                    | 7. miejsce        | 64,25 |
| 2022 | Puchar Europy w rzutach               | Leiria    | pchnięcie kulą (grupa B)       | eliminacje        | 13,95 |
| 2022 | Puchar Europy w rzutach               | Leiria    | rzut młotem (U-23)             | 1. miejsce        | 67,24 |
| 2022 | Mistrzostwa Europy                    | Monachium | rzut młotem                    | 2. miejsce        | 72,12 |
| 2023 | Puchar Europy w rzutach               | Leiria    | rzut młotem (grupa A)          | 6. miejsce        | 69,18 |
| 2024 | Puchar Europy w rzutach               | Leiria    | rzut młotem (grupa A)          | 8. miejsce        | 66,72 |
| 2025 | Puchar Europy w rzutach               | Nikozja   | rzut młotem (grupa B)          | 1. miejsce        | 70,50 |

## Rekordy życiowe
- pchnięcie kulą (hala) – 16,05 (24 stycznia 2021, Aleksandrów Łódzki)
- pchnięcie kulą (stadion) – 15,70 (2 czerwca 2021, Szczytno)
- rzut dyskiem – 50,10 (6 czerwca 2021, Łódź)
- rzut młotem – 72,12 (17 sierpnia 2022, Monachium) 6. miejsce w polskich tabelach historycznych